# Ernesto Benedettini
Pour les articles homonymes, voir Benedettini.
Ernesto Benedettini (né le 5 mars 1948) est un homme politique de Saint-Marin. Il est Capitaine-régent de Saint-Marin pour la période du 1er octobre 2008 à avril 2009 avec Assunta Meloni. 
Il sert aussi comme Capitaine Régent d'avril à octobre 1992. 
Ernesto Benedettini est membre du Parti démocrate-chrétien de Saint Marin.